# バルカン (スタートレック)
バルカン又はヴァルカン（英: Vulcan, Vulcanis）は、『スタートレック』シリーズに登場する惑星の一つ。外見は赤茶けている。地球から16光年の距離にある。衛星はない。

## 概要
- 所属 - 惑星連邦
- 恒星系 - エリダヌス座40番星
- 種族 - バルカン人（ヴァルカン人）
- 環境 - 惑星の表面は砂漠や山岳地帯が多く、手つかずの自然がそのままに残されている。また、地球に比べて大気がやや薄く、平均気温が高めであるので地球人にはややつらい環境である。星の名であるバルカンとは“暑い”と言う意味である（TOS第34話「バルカン星人の秘密」）。バルカン人のとがった耳や眉は、この環境にあわせて進化したとされている。なお映画版はイエローストーン国立公園でも撮影した。この公園は『スター・ウォーズシリーズ』のタトゥイーン星の撮影にも使われている。
- 生物 - セーラット（英: sehlat） - 地球のクマに似た牙の長い猛獣だが、ペットとして飼われることもある。

地理
- 火の谷 - ラール（英: Raal） 近辺
- ヴォロス海（英: Voroth sea）
- セレヤ山（英: mount Seleya）
- フォージ（英: Forge） - 過去の核戦争による影響でセンサーなどが機能しない砂漠地帯。フォージ（鍛鉄）と呼ばれるのはスラクが修行のために巡礼し、精神を鍛錬したことからである。
  - トゥカラス聖域 (英: T'Karath Sanctuary)、タカラス神殿[1]

都市
- ゴル（英: Gol）
- ラール
- シカー（英: ShiKahr）[2]
- トゥパール（英: T'Paal）
- ヴァルカナ・レガー（英: Vulcana Regar）

## 歴史
- 紀元前9世紀、アンドリア星近くの惑星にプジェム（英: P'Jem、修道院）が建てられる。
- 4世紀、スラクがバルカンの一連の惑星間戦争を終結させる。目覚めの時代といわれる。
- 1957年、トゥポルの曾祖母トゥミアが、地球のペンシルベニア州カーボン郡に不時着（非公式のファーストコンタクト）。
- 2063年、ゼフラム・コクレーンがフェニックスで初のワープ航宙に成功し、バルカン人とファーストコンタクトする。
- 2149年、トゥポルが地球連合への大使として地球に赴任する。
- 2151年4月、トゥポルが宇宙船エンタープライズ NX-01にオブザーバーとして搭乗し、副司令官を務める。
- 2152年、エンタープライズのジョナサン・アーチャー船長によりバルカンの条約違反が暴露され、アンドリア人がプジェムを破壊する。
- 2154年、バルカンの革命により、ヴラス行政長官が失脚する。バルカンの軍事政権の終結。同年、地球への干渉を止める。
- 2156年-2160年、ロミュラン戦争
- 2161年、惑星連合発足。バルカンは原加盟国のひとつ。後に惑星連邦に発展する。
- スポックの死後数百年のち、ロミュラン人とバルカン人が統一されてバルカン星に住み、以後はニバー星と呼ばれる。
- 31世紀、"大火"の後、ニバー星は惑星連邦から離脱する。
- 3189年、バルカン科学アカデミー出身で23世紀からタイムトラベルしてきたマイケル・バーナムがニバー星を訪れる。
- 3189年?、ニバー星が惑星連邦に再加盟する。

## 設定
バルカンがどの星系にあるかについては、2つの説があった。ジェイムズ・ブリッシュの小説版『宇宙大作戦』2巻やジェフ・メイナードらの "英: Star Trek Maps" などではエリダヌス座40番星（太陽系から16.4光年）、スタン・ゴールドステインとフレッド・ゴールドステインの "英: The Star Trek Spaceflight Chronology" などではエリダヌス座イプシロン星（太陽系から10.5光年）とされていた。
『宇宙大作戦』のテレビ放送と同じ年から始められたウィルソン山天文台の「HKプロジェクト」では、両者とも観測対象に含まれていた。スカイ・アンド・テレスコープ誌の1991年7月号にジーン・ロッデンベリーとハーバード・スミソニアン天体物理学センターの3人の専門家の名前で掲載された記事（外部リンクを参照）によれば、HKプロジェクトで測定されたエリダヌス座40番星（厳密にはエリダヌス座40番星A）の年齢は約40億歳で、太陽と同じくらい古い星であるのに対し、エリダヌス座イプシロン星はせいぜい10億歳で、高度な生物が進化するには時間が足りない。したがってバルカンの母星はエリダヌス座40番星だという。
その後、スタートレックの準公式本 "英: Star Trek: Star Charts" でもこの解釈を採用し、さらに『スタートレック:エンタープライズ』の第4シーズンにおいて、メインクルーの一人であるチャールズ・タッカー三世の台詞で「地球とバルカンの距離は16光年」と明言されており、公式設定になったと言える。
エリダヌス座40番星は三重連星である。バルカンが主星であるエリダヌス座40番星Aの周囲を回っていれば、伴星であるエリダヌス座40番星Bとエリダヌス座40番星Cは、それぞれ-8等の白い星および-6等の赤い星として見えるだろう（なお、満月は-12.6等、金星の最大光度は-4.7等）。

## 注
1. ↑  『新スタートレック』での名称。
2. ↑  都市シカーは『まんが宇宙大作戦』に初登場した設定で非正史扱いであったが、のちにデジタルリマスター版『宇宙大作戦』に登場し、『スタートレック:ディープ・スペース・ナイン』にはミランダ級のUSSシカー（英: USS Shirkahr）が存在することから正式の設定となったと考えられる。ラテン文字での綴りは「ShirKahr」や「Shi'Kahr」など複数ある。
3. ↑  ハヤカワ文庫『謎の精神寄生体』収録「明日はきのう」（原題「Tomorrow Is Yesterday」、テレビ版邦題「宇宙暦元年7・21」）。
4. ↑  第79話「ヒーローたちの帰還」（英: Home）と第86話「亜量子転送」（英: Daedalus）。